# Hamm (münsterisches Adelsgeschlecht)

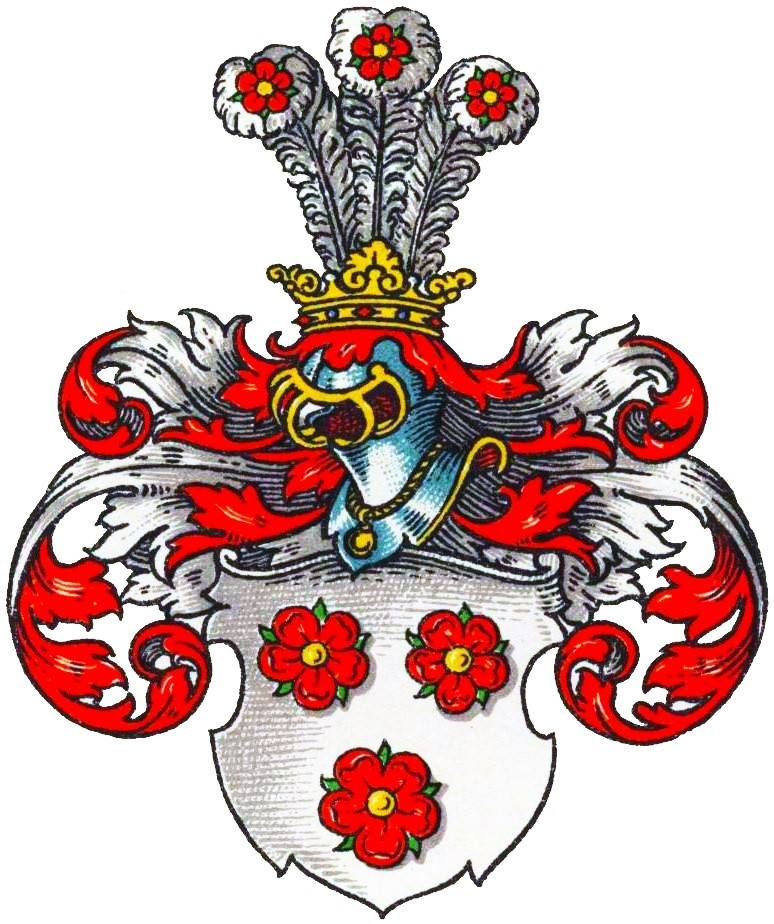
Wappen derer von Hamm im Wappenbuch des Westfälischen Adels

Hamm  ist der Name eines münsterischen Briefadelsgeschlechts.
Die Familie ist zu unterscheiden von dem bergisch-märkischen Adelsgeschlecht Hamm, dem vestisch-märkisches Adelsgeschlecht Hamm, dem münsterischen Patriziergeschlecht Hamm und dem kölnischen Patriziergeschlecht Hamm.

## Geschichte
Das Geschlecht wurde am 7. Juli 1802 mit Hermann Ignaz Hamm († 1832 in Senden), Postmeister des kaiserlichen Reichspostamtes zu Münster in den Adelsstand erhoben. Gleichzeitig erhielt auch seine Ehefrau, Maria Clara geborene Witte, den Adelsstand verliehen. Die Eheleute hinterließen acht erwachsene Kinder. Eine Tochter, Maria Bernhardine von Hamm (1787–1867), war ab 1806 mit Joseph Hermann Bernhard von Hartmann (1780–1859) verheiratet.
Laut Max von Spießen wurde die Familie bereits in den 1670er Jahren geadelt und der Adel im 19. Jahrhundert erneuert.

## Wappen
Blasonierung: In Silber drei (2:1) rote Rosen. Auf dem gekrönten Helm mit rot-silbernen Helmdecken drei silberne Straußenfedern, jede mit einer roten Rose belegt.